# Isla Huapi
La isla Huapi (del mapudungun: wapi, «isla») es con 826 hectáreas de extensión la mayor de las trece islas del lago Ranco, en la Región de Los Ríos, Chile, y se ubica en el sector centro norte del área del lago.
Está habitada por algo más de 600 personas, en un 90 % de origen mapuche y huilliche.
Constituye uno de los atractivos turísticos más importantes de la zona, dada su belleza natural y su riqueza cultural.
Se accede a la isla por medio de una barcaza municipal que realiza viajes programados desde Puerto Futrono.
Sus principales paseos incluyen el cementerio local, la Piedra Bruja, las Cuevas de Weichafe y el cerro Treng-Treng.
Los artesanos locales manufacturan productos muy apreciados, destacando los trabajos textiles en lana de oveja, los tallados en madera y la cestería, todos los cuales son expuestos en las ferias costumbristas que se organizan preferentemene en verano.
Se encuentra a 8.5 km desde Futrono cruzando por barcaza y tiene una superficie de 800 ha aproximadamente.